# ポムポムプリン
ポムポムプリン（ラテン文字表記：Pom Pom Purin）は、日本のサンリオによるキャラクター。デザイナーは地井明子。別名は「ぼく、プリン」。
主人公のプリンは、ゴールデン・レトリバーの男のコをモチーフにしたキャラクターである。

## 来歴
1996年に「犬キャラクターデザインコンペ」が開催され、社内コンペで残った3種のうち、最終的にサンリオ直営店での得票数が一番高かったことから開発に至る。当初の作品タイトル名は「ぼく、プリン」であった。『いちご新聞』の同年7月号にて初登場。同年、『ハローキティとバッドばつ丸』にてテレビ出演。その後、インパクトのあるネーミングに変更したいという意向から『ポムポムプリン』の名称になった。　
『いちご新聞』の読者投票企画「サンリオキャラクター大賞」で1997年度の1位を受賞した。ノミネート初年度での1位獲得は、同企画史上初のことであった。
1998年、プリンの友達であるネズミの「スコーン」が登場。また、同年頃から「ポムポムプリン」というタイトル名が使われるようになる。1999年にはリスの「ベーグル」、ウサギの「パウダー」、カエルの「ミント」などのキャラクターが登場している。
2000年には、プリンの住む街の全体像が公開される。同年、カモメの「シロップ」が登場する。その後も、次々と友達のキャラクターが増えていった。2003年から2009年までは商品展開が休止されたが、2006年3月まで『キティズパラダイス』にてキティとばつ丸と共にテレビに出演していた（同年4月の放送からシナモロールと交代になった）。
2010年から商品展開が再開し、ゴールデンレトリバーの女の子「マカロン」が登場。インテリアグッズなどの新しい商品展開も行われた。
2018年度からは、新キャラクターとして双子のハムスターである「ビスケ」「クッキー」が登場した。
2022年9月16日の「マフィン」の誕生日から、ポムポムプリンの公式Twitterにて「チームプリン漫画」の連載がスタートした。

## 設定
プリンの誕生日は4月16日で、お天気のいい日。「プリン」という名は、ベレー帽をかぶった姿がプリンに似ていることから名づけられた。
プリンの趣味はお昼寝、お散歩、靴集め（ただし片方だけ）。特技はプリン体操と誰とでも仲良くなれること。チャームポイントは「おしりのしるし」。将来の夢はもっともっと大きくなること。
家族は父、母、祖母、祖父がおり、父親は探偵、母親はケーキ屋に勤務している。一人息子。
好きな言葉はお出かけで、嫌いな言葉はお留守番。好きな食べ物はママが作ったプリンとミルク、ふにゃふにゃしたもの。
親友はハムスターのマフィン（雄）。2002年には、マフィンの独立したキャラクターグッズ「ポムポムマフィン」が発売された。マフィンの他にねずみの「スコーン」、りすの「ベーグル」、うさぎの「パウダー」、カエルの「ミント」、ペンギンの「ホイップ」、カモメの「シロップ」、とりの「カスタード」、さるの「ココナッツ」、ロップイヤー（うさぎ）の「タルト」、しろくまの「バニラ」、双子のハムスター「ビスケ」「クッキー」、ひつじさんなど、多くの登場人物がいる。
プリンと対をなす雌のゴールデンレトリバーとして「マカロン」が存在するが、デザイナーによるとガールフレンドではなく、プリンは少々気があるだけなのだという。
体重はスイカ1個分、身長はビックプリン5個分。

## 声優
- プリン：杉本沙織（2021年まで）→非公開（2022年以降）
- マフィン：瀧本富士子
- スコーン：佐久間レイ

## イメージソング
「ぼく、プリン」（別名：プリンのうた）
作詞：岡崎恵子、作曲：片山耕、歌：金子知恵
1996年に『ハローキティとバッドばつ丸』のエンディングテーマとして発表された。
アルバム『サンリオTVオリジナルソングブック LET'Sシング!』『サンリオTVオリジナルソングブック だいすきSONG!!〜ミラクルミルク』収録。
「プリンの絵かきうた」
1999年発表。
「ポムプリダンス」
2011年11月5日、サンリオピューロランドにて初お披露目。
「プリンプリン、たいそう?」
歌：プリン（杉本沙織）
アルバム『サンリオTVオリジナルソングブック げんきSONG!!〜みんなnakayoku!』収録。
「ポムポム日和」
歌：プリン（杉本沙織）
2021年9月22日にデビュー25周年を記念してサンリオ公式YouTubeチャンネルにて公開。「ポムポムプリン25周年記念ムービー『ぼくのたからもの』」にて収録。
「プリンとマフィンのポムポムビート☆」
歌：プリン、マフィン／作詞作曲：YUPPA
2024年4月16日、TikTokで開始した「ポムプリアニメ」のテーマソングとしてサンリオ公式Youtubeチャンネルにて公開。

## テレビ番組
- 『ハローキティとバッドばつ丸』（準レギュラー）
- 『キティズパラダイス』（以降、レギュラー出演）
- 『キティズパラダイスII』
- 『キティズパラダイスGOLD』
- 『キティズパラダイスFresh』

## 映像化
劇場映画
- 『パンパカパンツまつり ─プリン あら、ど〜も─』

世界名作劇場
- 『ポムポムプリンのウサギとカメ』[25]
- 『ポムポムプリンの北風と太陽』[26]

オリジナルビデオ
- 『ポムポムプリン ワンワン大集合!』 - サンリオおもしろ図鑑シリーズ

## ゲーム
- 『サンリオピューロランドカーニバル2』

ピューロランドオリジナルゲームとして、1997年にピューロランドから発売。続編にあたるシリーズでポムポムプリンが登場。
- 『サンリオ スポーツカーニバル』

Windows/Classic Mac OS用ソフトとして、サンリオより2000年に発売。
- 『ポムポムプリン コロコロ大冒険』

ニンテンドー3DS用ソフトとして、ロケットカンパニー（現:イマジニア）より2016年4月7日に発売。ピンボールゲームとなっている。
- 『新みんなの塗り絵 ポムポムプリン』

ニンテンドー3DSダウンロード専用ソフトとして、Collavierより2017年1月11日に配信開始。

## 本
- ポムポムプリンなぞなぞ大集合 (サンリオギフトブック）

(作:大林のぼる、出版:サンリオ）ISBN 978-4387980872
- ポムポムプリンのたべものめいろ (サンリオギフトブック）

(出版:サンリオ）ISBN 978-4387990574
- ポムポムプリンのおでかけまちがいさがし (サンリオギフトブック）

(出版:サンリオ) ISBN 978-4387990123
- ポムポムプリンのおりがみだいすき (サンリオギフトブック）

(編集:阿部恒、出版:サンリオ）ISBN 978-4387000280
- ポムポムプリンのめいろだいすき (サンリオギフトブック)

　　(出版:サンリオ)  ISBN 978-4387991267
- ポムポムプリンのシールめいろ　みんなと おでかけ (サンリオチャイルドムック 第 65号)

　　(出版:サンリオ) ISBN 978-4387000273
- ぼく、ポムポムプリン!―プリンとそのなかまたち―

(ブックデザイン:さのてつじ、出版:サンリオ) ISBN 978-4387000594
- ポムポムプリンのえかきうた (サンリオギフトブック)

(編集:竹井史郎 、出版:サンリオ) ISBN 978-4387000662
- ポムポムプリンの本　初の公式ファンブックだよ

　(出版:主婦の友社) ISBN 978-4072932490
- ポムポムプリンのシールあそび　おいしいものランドへいこう! (サンリオギフトブック)

　(出版:サンリオ) ISBN 978-4387150190
- ポムポムプリンの『パンセ』　信じる勇気が生まれる秘訣

(出版:朝日文庫/朝日新聞出版) ISBN 978-4022647740
- ポムポムプリン たからものさがし (サンリオキャラクターえほん) ISBN 978-4048653725

(文:中村誠、絵:せいらん、出版: KADOKAWA/アスキー・メディアワークス )
- ポムポムプリン 毎日がうまくいくちょっとしたコツ

(出版:KADOKAWA) ISBN 978-4046012739
- ポムポムプリン 20th anniversary BOOK

　(出版:宝島社) ISBN 978-4800250421
- ポムポムプリンのシールブックたっぷり555

(出版:サンリオ) ISBN 978-4387160090
- ポムポムプリンのまいにち。

(出版:KADOKAWA/角川書店) ISBN 978-4041040218
- ポムポムプリンのキュートなスイーツBOOK (ぴあMOOK)

　(出版:ぴあ) ISBN 978-4835629605
- ポムポムプリンの きみに贈りたい花ことば ポストカード&シールブック

(出版:小学館) ISBN 978-4093884761
- ポムポムプリンのはじめてのおつかい!まちがいさがし (サンリオギフトブック)

(出版:サンリオ) ISBN 978-4387160250
- ポムポムプリン大百科

(出版:PARCO出版) ISBN 978-4865061918
- ポムポムプリンのはってはがせるシールえほん たべものいっぱい

(出版:サンリオ) ISBN 978-4387160496
- ポムポムプリンのおいしいレシピ

(著:akinoichigo/Chikako yamamoto、出版:主婦と生活社)
- ポムポムプリンをさがせ! (サンリオギフトブック)

(出版:サンリオ) ISBN 978-4391149227
- ポムポムプリンシールつきぬりえ ルンルン

(出版:サンリオ) ISBN 978-4387180456
- ポムポムプリン 20th Anniversary Cafe Book

　　(出版:宝島社) ISBN 978-4800265456
- ポムポムプリンぴあ(ぴあMOOK）

　(出版:ぴあ) ISBN 978-4835642895
- 前向きになれる ポムポムプリンの美文字練習帳

（監修:大平恵理、出版:朝日新聞出版) ISBN 978-4022517968
- ポムポムプリン 遊び塗り絵

(出版:エムディエヌコーポレーション) ISBN 978-4295203537
- ポムポムプリンの えほん ぼくの いちにち

(出版:講談社) ISBN 978-4065307496
- ポムポムプリン きみの笑顔が見たいんだ♡

　(出版:PARCO出版) ISBN 978-4865064308

## 漫画
2022年9月16日、『ポムポムプリン公式Twitter』にて、毎週金曜日に、ポムポムプリンの友達「マフィン」が主人公の漫画「チームプリン漫画」の連載が開始した。主な略称は「ちむぷり漫画」。2023年9月15日には講談社より単行本が刊行。それに先駆け、3月10日発売の『いちご新聞』662号に読み切りが掲載された。基本的にプリンの友達「マフィン」、「スコーン」、「ベーグル」の３人がメインの日常が描かれる。定期的に各キャラクターとプリンの出会いも描かれている。
サンリオ『ポムポムプリン』講談社〈ワイドKC〉、1巻
1. 2023年9月15日発売、ISBN 978-4065330678

## ポムポムプリンカフェ
ポムポムプリンをイメージしたカフェ「ポムポムプリンカフェ」が東京都原宿の CUTE CUBE HARAJUKU にあり、店内ではグッズ販売なども行っている。2014年10月22日オープン。
過去には下記にも店舗が存在していた。メニューは店舗ごとに異なっており、各地の名物料理に因んだものがラインナップされていた。
- 2号店 大阪市北区 阪急三番街 (2015年6月16日オープン[28])
- 3号店 横浜市西区 YOKOHAMA SOTETSU SQUARE (2015年10月28日オープン[29])
- 4号店 名古屋市栄 ビーカム栄内 (2016年11月23日オープン[30])
- 台湾 ATT4FUN
- 香港 澳門逸園中心

## イメージキャラクター
- 2014年2月からSMBC日興証券のイメージキャラクターを務めている。また、2019年5月24日からは三十三銀行でもイメージキャラクターを務めている[31]。
- 2016年から100満ボルトの40周年イメージキャラクターを担当、同社の制服を着たオリジナルデザインのポスターや販促品が配布されている。
- 2019年5月24日から三十三銀行のイメージキャラクターとしてポムポムプリンが起用されている[32]。
- 2020年から環グループの40周年イメージキャラクターを担当。
- 2022年6月9日から石川県小松市の「小松もう大好き！部長」に任命されている[33]。

## コラボレーション
- 2017年10月には静岡放送のキャラクター・パンパカパンツとのコラボレーション企画として、「パンパカパンツまつり ─プリン あら、ど～も─」が全国のイオンシネマ限定で上映された。ポムポムプリンが劇場映画に登場するのはこの作品が初となる[34][35][36]。なお、翌年のサンリオキャラクター大賞ではコラボ部門で「パンパカパンツ×ポムポムプリン」がエントリーしており、3位を受賞している[37]。
- 2019年9月にバーチャルYouTuberの因幡はねるとのコラボレーションが決定。ペアルックやコラボグッズが発売される[38]。
- 2016年9月からNHN comico運営のコミックサイト兼コミックアプリcomicoの漫画作品『ミイラの飼い方』とのコラボ作品が隔週・8回にわたって掲載された[39]。2017年4月には、本作品とインタビューを載せた「ミイラの飼い方×ポムポムプリン SPECIAL BOOK」が発売された[40]。

## サンリオキャラクター大賞の順位
『いちご新聞』の読者投票企画「サンリオキャラクター大賞」では第12回（1997年）、第30回（2015年）、第31回（2016年）、第40回（2025年）の1位が歴代最高である。
2013年度の「サンリオキャラクター大賞」の特別企画である「これやります宣言」で、「3位以内に入ったらポムポムプリンのプリンを発売する」と宣言していたが、見事3位にランクされたため、その公約は実施されることとなり、「神戸フランツ」および「東京プリンスホテル」（ティーサロンピカケ）よりポムポムプリンのプリンが発売された。
2014年度の「サンリオキャラクター大賞」では、総合順位は4位だが、ネット投票のみを集計した結果は、ポムポムプリンが1位であった。
2015年度の「サンリオキャラクター大賞」では初日速報および中間発表では1位であった2位のシンガンクリムゾンズ（270,802票）と35票の僅差で1位を受賞、1997年度の18年ぶり2回目の1位獲得となった。また、今回新設された「キャラクターパフ部門」でも得票数3,583票を集め1位を獲得した。
2016年度の「サンリオキャラクター大賞」では2位のシナモロールに約7万票差の大差をつけて連覇した。また、スマートフォン上に表示されたキャラクターを指でなでると1票が入る史上初の「なでる投票」が実施され、その得票数ではなく、投票する際になでられた時間が最も長かったポムポムプリンが1位（4605時間11分52秒）を獲得した。ただしサンリオピューロランドのイベントで、ライブキャラクタ（着ぐるみ）を実際になでる「リアルなでる投票」ではバッドばつ丸が制したため、1位を逃した。
2017年は、総合順位は2位を獲得、また、コラボ部門ではバン&ブーとコラボしたポムポムプリンが6位を獲得したほか、コクオージョーオーシルクとコラボしたポムポムプリンがコラボ部門にエントリーした。
2018年は、総合順位は2位を獲得、また、台湾と中国で2位、香港とアメリカで3位を獲得した。また、コラボ部門ではミイラの飼い方とコラボしたポムポムプリンが2位、パンパカパンツとコラボしたポムポムプリンが3位を獲得、他にもバン&ブーとコラボしたポムポムプリンがコラボ部門にエントリーした。
2019年は、総合順位は3位だが、香港と台湾で2位を獲得した。また、かに丸くんとコラボしたポムポムプリンや、バン&ブーとコラボしたポムポムプリンや、コクオー&ジョーオーシルクとコラボしたポムポムプリンがコラボ部門にエントリーした。
2020年は、総合順位は2位だが、台湾で1位を獲得したほか、香港とアメリカとブラジルで2位、中国と韓国では3位を獲得した。また、カブッキーとコラボしたポムポムプリンや、バン&ブーとコラボしたポムポムプリンがコラボ部門にエントリーした。また、新型コロナウイルス感染症拡大防止の観点からサンリオショップの臨時休業が相次ぎ、サンリオショップ店頭からの投票（チップde投票）数が当初の予定より大きく下回ったため、サンリオキャラクター大賞終了後の6月12日から30日にかけて、スピンアウト企画の 「チップde投票リターンズ」がサンリオショップ各店舗で開催され、サンリオショップのひとつのハーモニーランドにおいての結果は「ポムポムプリン」は4位タイであった（この回の票は、公式にはサンリオキャラクター大賞本戦の結果には反映されない）。
- 2025年サンリオキャラクター大賞1位。
- 2024年サンリオキャラクター大賞4位。
- 2023年サンリオキャラクター大賞2位。
- 2022年サンリオキャラクター大賞2位。
- 2021年サンリオキャラクター大賞2位。
- 2020年サンリオキャラクター大賞2位（いちご新聞ランキング7位[58]）。
- 2019年サンリオキャラクター大賞3位（いちご新聞ランキング5位[59]）。
- 2018年サンリオキャラクター大賞2位（いちご新聞ランキング3位[60]）。
- 2017年サンリオキャラクター大賞2位（いちご新聞ランキング4位[61]）。
- 2016年サンリオキャラクター大賞1位（いちご新聞ランキング5位[62]） ／ なでる投票：ネット1位・リアル2位以下。
- 2015年サンリオキャラクター大賞1位[63]（いちご新聞ランキング4位[64]）。
- 2014年サンリオキャラクター大賞4位[65][注釈 4]（いちご新聞ランキング4位[67]）。
- 2013年サンリオキャラクター大賞3位（いちご新聞ランキング1位）。
- 2012年サンリオキャラクター大賞5位[68]（いちご新聞ランキング4位）。
- 2011年サンリオキャラクター大賞4位[69]。
- 2010年サンリオキャラクター大賞4位[70]。
- 2009年サンリオキャラクター大賞10位。
- 2008年サンリオキャラクター大賞9位。
- 2007年サンリオキャラクター大賞10位。
- 2005年〜2006年サンリオキャラクター大賞10位圏外。
- 2004年サンリオキャラクター大賞8位。
- 2003年サンリオキャラクター大賞5位。
- 2002年サンリオキャラクター大賞5位。
- 1998年〜2001年サンリオキャラクター大賞3位。
- 1997年サンリオキャラクター大賞1位。

### サブキャラコンテスト
いちご新聞オリジナル企画で「サブキャラコンテスト」が2016年より開催されている。第1回（2016年）の「サブキャラコンテスト」では「マフィン」が1位を受賞したほか、「スコーン」が4位、「ベーグル」が6位にランクインした。第2回（2017年）の「サブキャラコンテスト」では「マカロン」が2位、「ホイップ」が6位にランクインした。第3回（2018年）の「サブキャラコンテスト」では「パウダー」が1位を受賞したほか、「ココナッツ」が9位、「バニラ」が16位にランクインした。第4回（2019年）の「サブキャラコンテスト」は過去3年間の上位20位にランクされた全60キャラクター同士による決戦コンテストが実施され「マフィン」が5位、「マカロン」が12位タイ、「パウダー」が15位、「スコーン」が25位、「ベーグル」が42位、「ココナッツ」が55位、「ホイップ」が57位、「バニラ」が58位にランクインした。仕切り直しとなる第5回（2020年）の「サブキャラコンテスト」では「マフィン」が3位、「ベーグル」が14位、「カスタード」が27位にランクインした。

## ポムバサダー
2016年、ポムポムプリン20周年記念の企画として公式ファンクラブ『ポムポムプリンアンバサダープログラム』が発足された。ファンは通称「ポムバサダー」と呼ばれ、ファンクラブはSNSでの発信を目的とした専用イベントやキャンペーンを実施。長年親しまれたが、2022年8月19日をもって終了することになった。2022年6月17日のポムバサダー宛て号外メールでは、ポムポムプリン本人より『これからも「#ポムバサダー」で、ぼくのことをお話してくれるとうれしいな♪ 』とメッセージがあり、今後もポムポムプリンのファンは「ポムバサダー」としてSNSで発信していくことを期待されている。

## その他
- 著名人の代表的なファンには渡辺麻友がおり、彼女がAKB48に在籍していた2015年に開催された第6回AKB48グループじゃんけん大会には大会会場に渡辺とともに登場したほか、2016年に宝島社から刊行された『ポムポムプリン 20th anniversary BOOK』には渡辺とポムポムプリンの対談が収録されている[76]。2016年6月18日のポムポムプリン公式twitterでは、同日に開催されたAKB48 45thシングル 選抜総選挙のテレビ中継を仲間と一緒に見守る様子が投稿されており、画面には渡辺と思われる人物が描かれている[77]。2017年12月に発売された渡辺のソロアルバム『Best Regards!』の購入特典「まゆゆ想い出アルバム」には、グループを卒業する渡辺に対するポムポムプリン直筆のメッセージも収録されている[78]。
- 『いちご新聞』でプリンが初めて表紙を飾ったのは、1997年3月号（349号）である[79]。
- 2011年1月には、すき家の『すきすきセット』にポムポムプリンのトランプや絵合わせカードが登場している。
- 2016年3月7日から13日の間、東京メトロ丸ノ内線新宿駅構内のメトロプロムナードで『だきつきプリン』を開催、柱に巻かれた11種類のプリンに抱きつけるイベントとなった[80]。このイベントは2016年9月に京都で開催された「ポムポムプリン展」に合わせて会場の大丸京都店でも開催された[81]。
- 2016年4月4日から10日の間、京王井の頭線渋谷駅の改札外コンコースで「3Dふわもこポムポムプリン」を開催。こちらは抱きつきのほか、柱側面に埋め込まれたデジタルサイネージでオリジナル映像を流す機能がついていた[82]。
- 2016年10月18日から11月1日の間、当時渋谷駅ハチ公口前に保存展示されていた東急5000系にラッピングを施した『ポムポムトレイン』が登場した。このラッピングはハロウィンイベントに合わせたもので、車両の落書き・破損行為防止を兼ねたものとなっている[83][84]。
- 2019年9月オープンした「ホテル沖縄 with サンリオ キャラクターズ」は館内のすべての客室がサンリオキャラクターで装飾されており、その中には「ポムポムプリン」で装飾された客室も用意されている[85][86]。